# Tassonomia del suolo secondo USDA

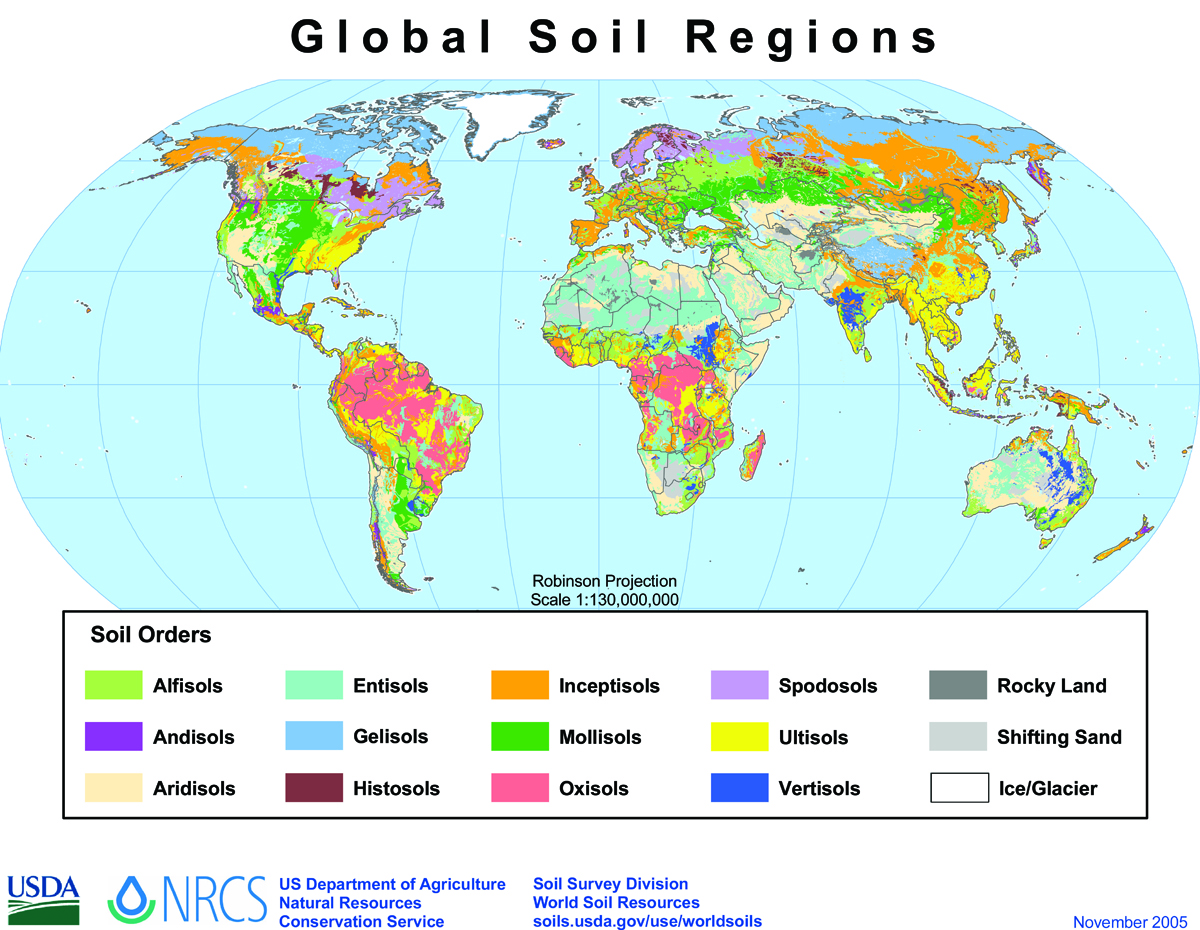
La suddivisione dei suoli nel Mondo.

La tassonomia del suolo secondo USDA è un sistema di classificazione dei suoli elaborato dal Dipartimento dell'Agricoltura degli Stati Uniti. La sua prima edizione risale al 1975, sviluppata sulle ceneri di una precedente tassonomia statunitense, risalente al 1938.

## Categorie tassonomiche
Si tratta di un sistema gerarchico, che prevede sei distinte unità tassonomiche partendo dagli ordini, per scendere ai sottordini, ai grandi gruppi, ai sottogruppi, alle famiglie e alle serie. Ovviamente, scendendo nel livello gerarchico aumenta il dettaglio: un ordine può dare solo indicazioni di larghissima massima sulle caratteristiche dei suoli o sui fattori pedogenetici che hanno portato alla sua formazione, mentre una serie raggruppa dei suoli, generalmente molto vicini fra di loro e in ambienti simili, che presentano, ad esempio, la stessa identica successione di orizzonti.
I primi quattro (ordine, sottordine, grande gruppo e sottogruppo) hanno carattere filogenetico, cioè danno indicazioni sui fattori di formazione del suolo; gli ultimi due (famiglia, serie) hanno invece un significato più pratico, dato che danno indicazioni su proprietà importanti ai fini agronomici, forestali, ingegneristici.
Nella tabella sottostante si riassumono le caratteristiche dei livelli tassonomici adoperati per la classificazione di un suolo.
| Categorie     | Caratteri discriminanti | Numero     |
| ------------- | --- | ---------- |
| Ordini        | Orizzonti diagnostici, ritenuti indici dei vari fattori pedogenetici che hanno agito per la formazione del suolo.                                                    | 12         |
| Sottordini    | - Regime di umidità - Roccia madre - Vegetazione - Orizzonti diagnostici                                                                                             | 64         |
| Grandi gruppi | - Orizzonti diagnostici - Regime di umidità - Regime di temperatura - Saturazione in basi                                                                            | 250        |
| Sottogruppi   | Vengono prese in esame le proprietà che indicano dei passaggi (intergradi) verso altri grandi gruppi.                                                                | 1400       |
| Famiglie      | Proprietà del suolo importanti ai fini della crescita delle piante: - granulometria - mineralogia - temperatura 50 cm - profondità - reazione e carbonati - pendenza | Circa 8000 |
| Serie         | Disposizioni degli orizzonti. | 19000      |

## Ordini

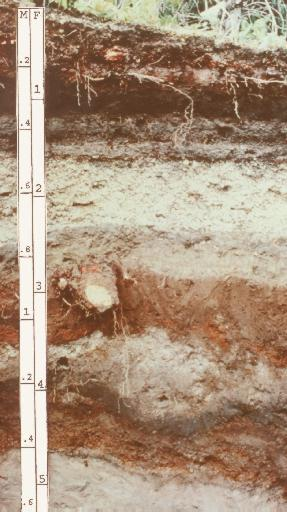
Un suolo appartenente all'ordine degli Andisol.

Il primo livello è costituito dagli ordini; nella versione del 1999 ne vengono identificati 12:
- Alfisol: suoli mediamente evoluti, caratterizzati dalla lisciviazione di argilla in un orizzonte illuviazione Bt associata ad una certa ricchezza in basi di scambio.
- Andisol: suoli sviluppatisi su materiali vulcanici; si osserva abbondanza di composti amorfi come allofane, imogolite e ferridrite. La sostanza organica viene stabilizzata dall'alluminio derivante dall'alterazione dei materiali parentali vulcanici.
- Aridisol: i suoli delle regioni a clima secco, caratterizzati da regime di umidità aridico; le normali piante mesofitiche non riescono a svilupparsi, dovendo lasciare il posto a specie più selezionate. Sono sovente interessati da accumuli di sale.
- Entisol: suoli giovanissimi, poco sviluppati; le condizioni ambientali non riescono a far progredire lo sviluppo di un suolo oltre un certo segno. Sono molto diffusi al mondo, in zone (ad esempio) alluvionali o di forte erosione.
- Gelisol: i suoli delle zone fredde, interessati dal permafrost. Presentano spesso delle pedoturbazioni originate dall'alternanza fra gelo e disgelo nel profilo.
- Histosol: i suoli organici, costituiti per la maggior parte da resti vegetali a vario grado di decomposizione.
- Inceptisol: sono suoli poco evoluti, in cui si osservano comunque segni di alterazione dei minerali primari, perdita per dilavamento di basi, ferro o alluminio e differenziazione in orizzonti. Non si osservano invece segni di lisciviazione di argilla, né abbondanza di composti amorfi fra alluminio e humus.
- Mollisol: suoli caratterizzati dalla presenza di un epipedon mollico, di colore scuro, piuttosto profondo e ricco in basi; sono fra i migliori suoli del pianeta data la loro eccezionale fertilità naturale. Appartengono all'ordine i suoli di steppa, le cosiddette terre nere.
- Oxisol: suoli minerali molto alterati delle regioni intertropicali, molto spessi, caratterizzati da intensissimo dilavamento di silice e cationi, argille di neoformazione (quando presenti) di tipo 1:1 (caolinite). La sostanza organica si ritrova solo nei primissimi centimetri.
- Spodosol: sono i suoli tradizionalmente conosciuti come podzol, contraddistinti dall'accumulo di sostanza organica e alluminio (con o senza ferro) in un orizzonte spodico di illuviazione. È solitamente presente anche un orizzonte eluviale albico, decolorato.
- Ultisol: sono suoli in cui si manifesta illuviazione di argilla in un orizzonte argillico, ma in cui, a differenza degli Alfisol, si ha una bassa saturazione in basi.
- Vertisol: sono suoli ricchi in argille espandibili: nei periodi umidi assorbono acqua e si "gonfiano", aumentando di volume e producendo, in qualche caso, dei microrilievi; quando secchi, al contrario, perdono acqua e diminuiscono di volume, producendo crepacciature. Questa alternanza produce una sorta di "autoaratura", che omogeneizza il profilo.